# Кашира
Кашира (рус. Кашира) град је у Русији у Московској области. Према попису становништва из 2010. у граду је живело 41870 становника.

## Становништво
| 1939.  | 1959.  | 1970.  | 1979.  | 1989.  | 2002.  | 2010.  |
| ------ | ------ | ------ | ------ | ------ | ------ | ------ |
| 17.419 | 22.121 | 39.456 | 43.804 | 44.110 | 40.898 | 41.870 |